# Sullivan (Indiana)
Pour les articles homonymes, voir Sullivan.
La ville de Sullivan est le siège du comté de Sullivan, situé dans l’État de l’Indiana, aux États-Unis. Sa population s’élevait à 4 249 habitants lors du recensement de 2010, estimée à 4 093 habitants en 2017.

## Démographie
| Groupe                           | Sullivan | Indiana | États-Unis |
| -------------------------------- | -------- | ------- | ---------- |
| Blancs                           | 97,7     | 84,3    | 72,4       |
| Métis                            | 1,2      | 2,0     | 2,9        |
| Amérindiens                      | 0,5      | 0,3     | 0,9        |
| Autres                           | 0,4      | 2,7     | 6,4        |
| Asiatiques                       | 0,2      | 1,6     | 4,8        |
| Afro-Américains                  | 0,1      | 9,1     | 12,6       |
| Total                            | 100      | 100     | 100        |
|                                  |          |         |            |
| Hispaniques et Latino-Américains | 1,4      | 6,0     | 16,7       |

Selon l’American Community Survey, pour la période 2011-2015, 96,87 % de la population âgée de plus de 5 ans déclare parler anglais à la maison, alors que 2,57 % déclare parler l'espagnol, 0,13 % l'allemand et 0,43 % une autre langue.